# Polystichum kungianum
Polystichum kungianum là một loài dương xỉ trong họ Dryopteridaceae. Loài này được H. He & L.B. Zhang mô tả khoa học đầu tiên năm 2010.
Danh pháp khoa học của loài này chưa được làm sáng tỏ. 